# Kragentaube

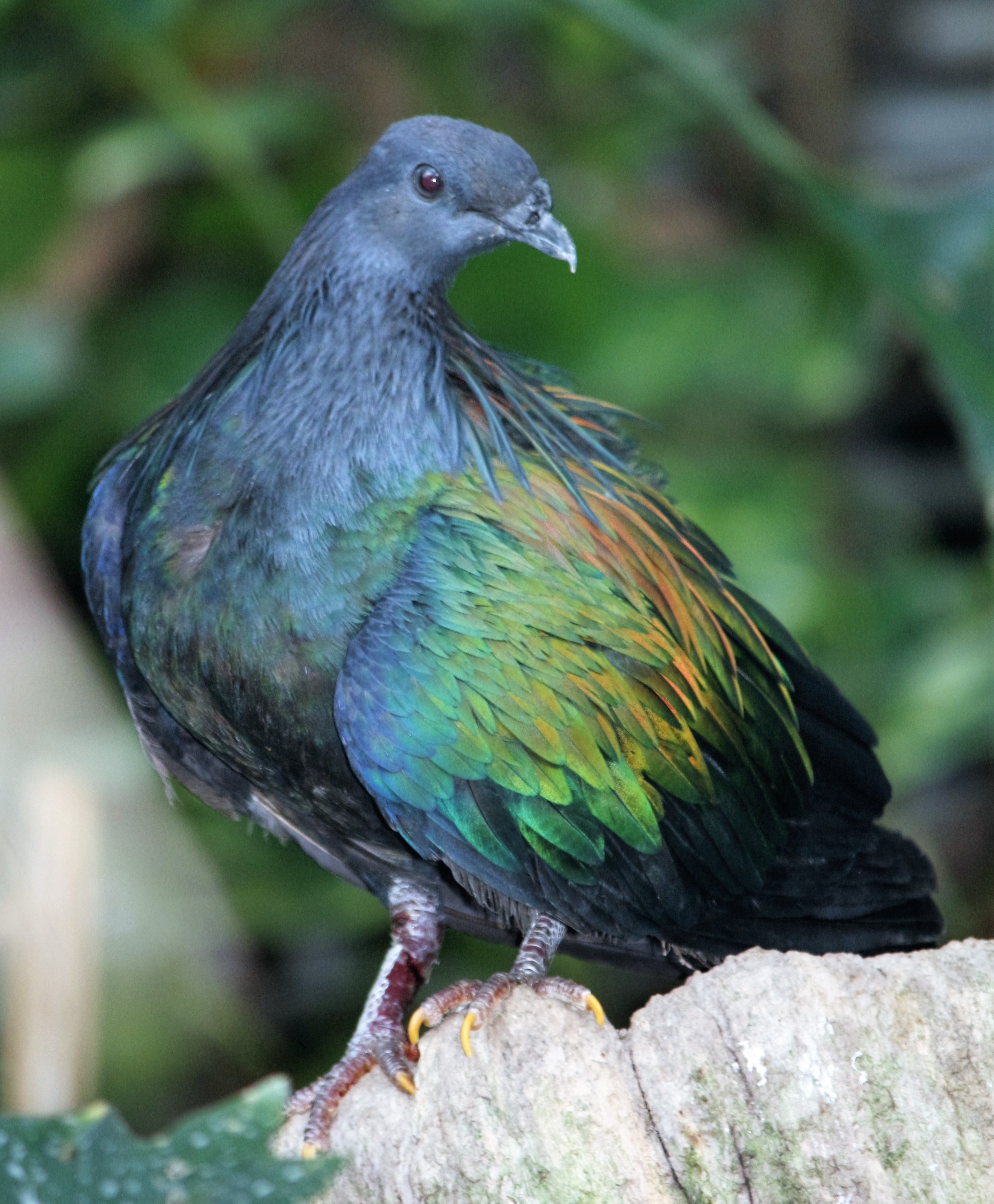
Frontansicht

Die Kragentaube (Caloenas nicobarica), auch Mähnentaube, Nikobarentaube oder Nikobartaube genannt, ist eine Art der Familie der Tauben. Die dämmerungsaktive Kragentaube ist eine typische Erdtaube, die viel am Boden läuft und im Geäst nur ruht. 
Die Kragentaube gilt üblicherweise als einzige Vertreterin ihrer Gattung. Möglicherweise gehörte jedoch auch die ausgestorbene Liverpool-Taube ebenfalls zur Gattung Caleonas. DNA-Analysen legen auch nahe, dass die Kragentaube mit dem gleichfalls ausgestorbenen Dodo eng verwandt ist.

## Aussehen
Beim Männchen ist der Kopf schwärzlich blaugrau, leicht silbrig überhaucht befiedert. Am Nacken und am Hals hat er verlängerte Federsträhnen, die blau, grün und bronzefarben irisieren. Am Rücken und auf den Flügeln sind die Federn metallisch grün, die Schwung- und Deckfedern dagegen blau. Der Schnabel ist schwärzlichgrau. Die Weibchen sind etwas kleiner und bei ihnen sind die Federsträhnen weniger stark ausgeprägt. Weibchen haben außerdem eine kleinere Schnabelwarze als die Männchen.

## Verbreitung, Lebensraum und Brut
Kragentauben sind von den Nikobaren bis zu den Philippinen und Neuguinea verbreitet. Ihre Brutkolonien auf waldbestandenen Atollen und Eilanden umfassen mitunter tausende von Brutpaaren. Die plattformartigen Nester werden in bis zu zwölf Meter Höhe über dem Erdboden in Bäumen gebaut. Dabei kommt es nicht selten vor, dass sich mehrere Nester in einem Baum befinden. 
Das Gelege besteht aus einem einzigen Ei, das von beiden Elternvögel bebrütet wird. Die Brutdauer beträgt 30 Tage. Der frisch geschlüpfte Jungvogel ist ohne Daunen, die Haut pflaumenblau. Nach 70 bis 80 Tagen ist der Jungvogel flügge.  Das Jugendgefieder ist zunächst schwärzlich. Es fehlt der Grünglanz, der für die adulten Vögel charakteristisch ist.

## Haltung in Europa
Die attraktive Taube wurde bereits gegen Ende des 18. Jahrhunderts erstmals nach Europa gebracht. 1872 gelangen dem Zoo in Paris die ersten Zuchten. Ein Zuchterfolg wird unterstützt, wenn mehrere Brutpaare zusammen gehalten werden. Die Kragentaube ist auch heute häufig in Freiflugvolieren in Zoos zu sehen. Da die Kragentaube zu den besonders geschützten Taubenarten gehört, ist für den Handel mit nachgezüchteten Jungtieren eine Vermarktungsgenehmigung erforderlich.

## Belege